# Contra Costa Centre, Kalifornien
Contra Costa Centre är en ort (CDP) i , i delstaten Kalifornien, USA. Enligt United States Census Bureau har orten en folkmängd på 5 364 invånare (2010) och en landarea på 1,7 km².